# Alexia Alluminio
Alexia Alluminio was een Italiaanse wielerploeg in het begin van de 21e eeuw. De ploeg werd gesponsord door een gelijknamig aluminiumbedrijf.

## Historiek
In 2000 werd de ploeg opgericht als Trade Team II. Er werd een aantal renners overgenomen van Cantina Tollo, waarvan Alexia eerder cosponsor was. Onder ploegleiding van Giuseppe Petito won het team maar weinig wedstrijden. Toprenner Nicola Minali was over het hoogtepunt van zijn carrière heen en ook baanwielrenner Marco Villa had een slecht jaar.
In 2001, met Giovanni Fidanza als ploegleider en het aantrekken van de sprinter Ivan Quaranta, ging het een stuk beter. Quaranta won direct zeven massasprints en Villa won drie zesdaagsen. Alexia bleef wel renners uit de nadagen van hun carrière aantrekken. Zo werden Sergei Oetsjakov en Pascal Hervé zonder succes binnengehaald.
In 2002, Alexia was inmiddels gepromoveerd tot Trade Team I, werd naast de vroegere toppers Alberto Elli en Bo Hamburger ook Paolo Savoldelli aangetrokken. Mede door het wegvallen van de grote klassementsrenners, maar vooral ook dankzij zijn aanvallen in de afdalingen en goede tijdritten won Savoldelli verrassend de Ronde van Italië. Quaranta was daarnaast succesvol in vijf massasprints in kleinere rittenkoersen en Villa won drie zesdaagsen.
In 2003 kreeg Alexia van de Internationale Wielerunie geen licentie om weer Trade Team II te worden, waarna de ploeg werd opgeheven.

## Bekende wielrenners
- Alberto Elli (2002)
- Bo Hamburger (2002)
- Pascal Hervé (2001)
- Paolo Lanfranchi (2002)
- Nicola Minali (2000)
- Sergei Oetsjakov (2001)
- Ivan Quaranta (2001-2002)
- Daniele Righi (2000-2002)
- Paolo Savoldelli (2002)
- Marco Villa (2000-2002)